# Baufra
Baufra ("Njegova slava je Ra") ili Rabauf ("Ra je njegova slava") je bio princ drevnoga Egipta, a živio je tijekom 4 dinastije. Bio je sin faraona Kufua i njegove polusestre, kraljice Meritites I., unuk faraona Snofrua i kraljice Heteferes I., brat krunskog princa Kauaba, princa Džedefhora, kraljice Heteferes II., princeze Meritites i kraljice Meresank II. te polubrat faraona Džedefre i Kafre. Imao je još polubraće i nekoliko polusestara. Njegov je naslov bio vrlo jednostavan - "kraljev sin" (princ).

## Teorije
Postoji nekoliko teorija o Baufri, a sve su one pokušaji da se rasvijetli život ovog princa. 
George Reisner je postavio teoriju prema kojoj je Baufra pokopan u mastabi G 7310-7320 u Gizi. Međutim, ime čovjeka pokopanog u grobnici je Babaef, što znači da Baufra nije pokopan u toj mastabi. Babaef je bio Baufrin polubrat. Reisner je bio poznat po svojim romantičnim teorijama i stvaranjem priča o drevnom Egiptu. 
Zaključak jedne druge teorije jest da su Baufra i Babaef ista osoba.
Jedan natpis ovako popisuje faraone 4. dinastije – Kufu, Džedefra, Kafra, Džedefhor i Baufra. Prema tome, moguće je da je Baufra kratko vladao prije svog polunećaka Menkaure, Kafrina sina. Druga je mogućnost da je Baufra naveden kao faraon zbog počasti.

## U literaturi
Baufra se pojavljuje u priči Kufu i čarobnjaci. U priči, faraona Kufua zabavljaju njegovi sinovi pričajući mu priče. Nakon što nepoznati princ i Kafra ispričaju svoje priče, Baufra priča o svom djedu Snofruu, Kufuovom ocu. Opisuje jedan dosadan dan u Snofruovu životu koji se pretvorio u pravu avanturu.